# Вулиця Еллана-Блакитного
Ву́лиця Елла́на-Блаки́тного — вулиця в Голосіївському районі міста Києва, місцевість Голосіїв. Пролягає від проспекту Науки до вулиці Горіхуватський шлях.
Прилучаються вулиці Добрий Шлях і Максима Рильського.

## Історія
Виникла в середині  XX століття як дорога крізь Голосіївський ліс під назвою Нова вулиця. 1957 року отримала назву вулиця Блакитного, на честь українського письменника Василя Еллана-Блакитного.
Сучасна уточнена назва — з 2022 року.

## Установи та заклади
- Гуртожиток Національного університету біоресурсів і природокористування (НУБіП) України № 2 (буд. № 10)
- Гуртожиток НУБіП України № 3 (буд. № 4)
- Гуртожиток НУБіП України № 8 (буд. № 8)

## Цікаві факти
Біля будинку № 8 росте так званий дуб Вєтрова. Його вік становить близько 500 років, висота — 20 м, обхват стовбура — 4,8 м. Визнаний пам'яткою природи місцевого значення та взятий під охорону рішенням Київради від 27 листопада 2009 року.
У дворі сусіднього будинку № 4 росте також росте старий дуб, проте він не охороняється державою. Його вік становить 450 років, висота — 30 м, обхват стовбура — 4,4 м.

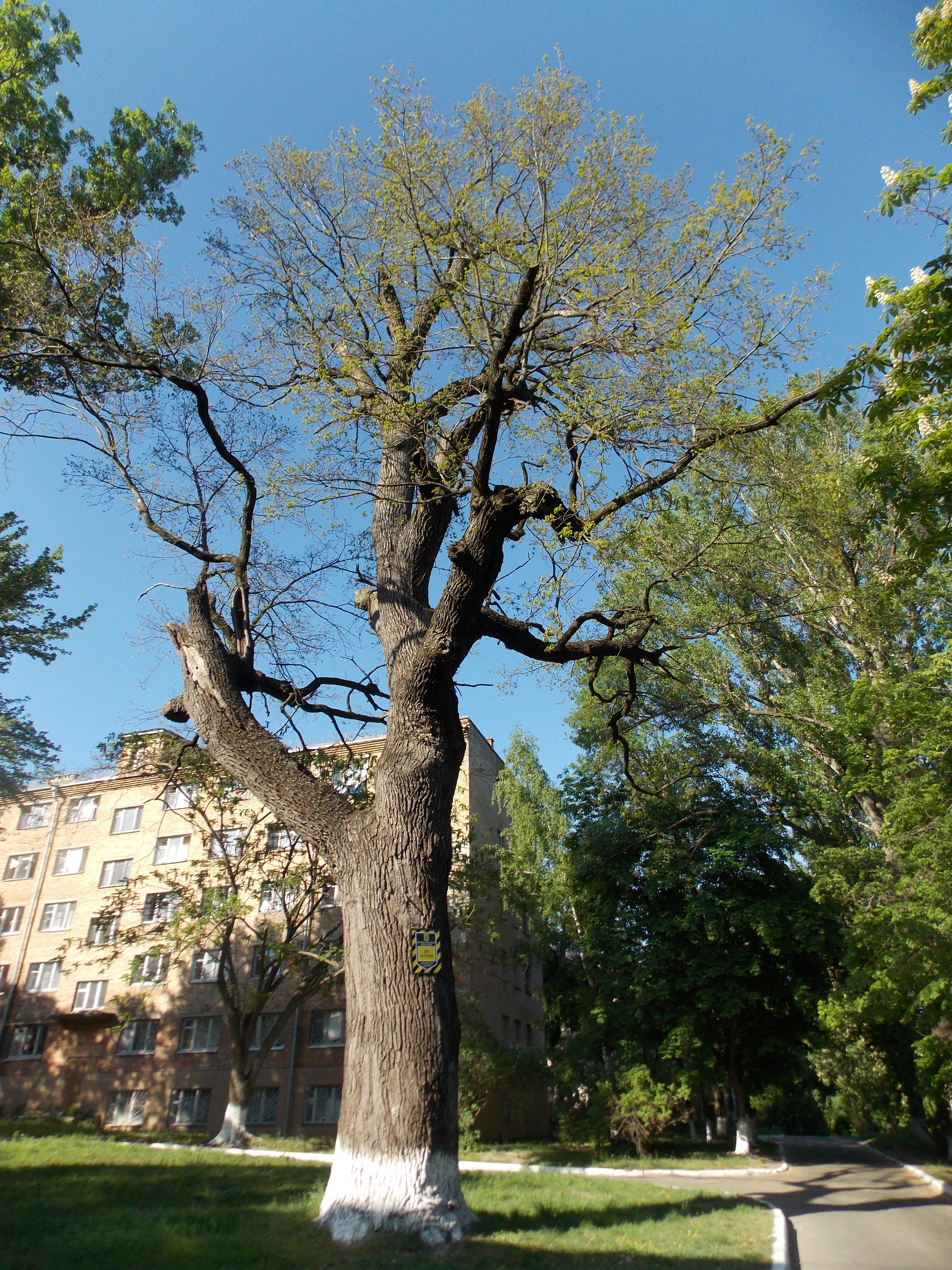
Дуб Вєтрова